# Gosja Roebtsjinski
Georgi Aleksandrovitsj Roebtsjinski (Russisch: Георгий Александрович Рубчинский) (Moskou, 29 juni 1984), beter bekend onder de naam Gosja Roebtsjinski (Russisch: Гоша Рубчинский), is een Russisch modeontwerper en fotograaf. Hij ontwerpt voornamelijk sport- en straatmode, waarvoor hij de inspiratie haalt uit de val van het IJzeren Gordijn en de Russische jeugdcultuur. Kenmerkend aan zijn kleding is het opvallend gebruik van Cyrillische tekens.
- Gemeinsame Normdatei: 1060227533
- Virtual International Authority File: 311442367
- WorldCat: E39PBJg4kbpBy4WqB7WFHXqJDq